# سكوت بيرد
سكوت بيرد (بالإنجليزية: Scott Baird)‏ هو لاعب كرلنغ أمريكي، ولد في 7 مايو 1951 في بيميدجي في الولايات المتحدة.

## وصلات خارجية
- سكوت بيرد على موقع الاتحاد الدولي للكرلنغ (الإنجليزية)
- سكوت بيرد على موقع اللجنة الأولمبية الدولية (الإنجليزية)
- سكوت بيرد على موقع أوليمبيديا (الإنجليزية)